# Farey (Niger)
Farey (auch: Faraye, Farrey) ist eine Landgemeinde im Departement Dosso in Niger.

## Geographie

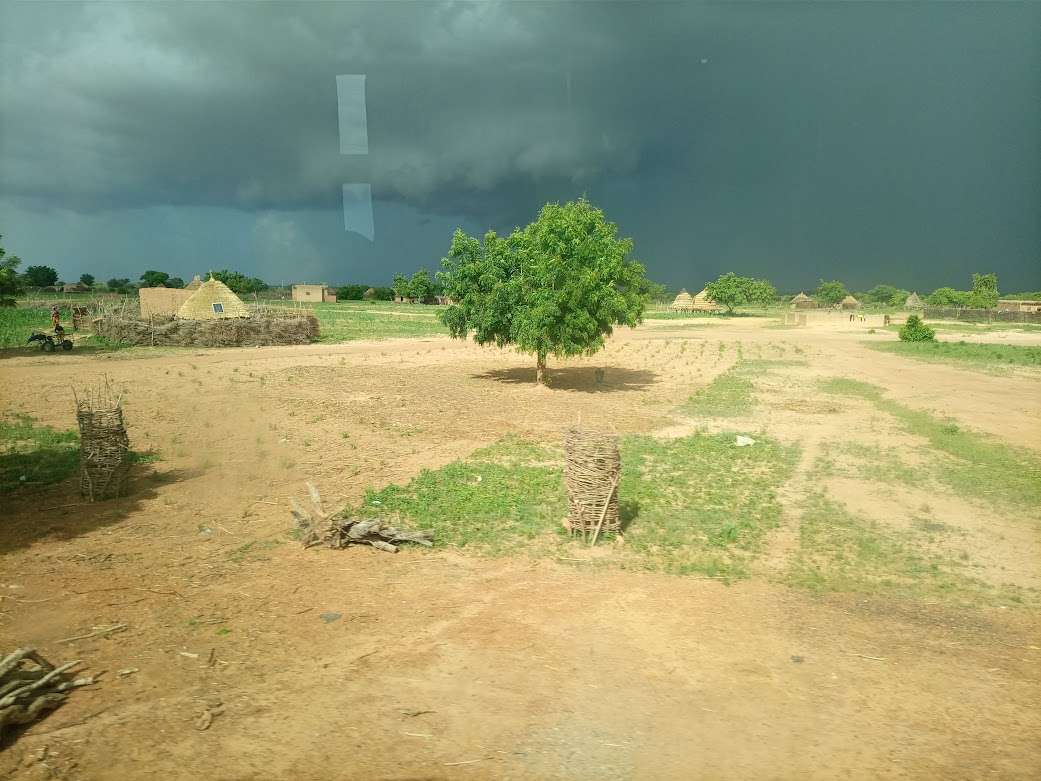
Wolkenverhangener Himmel über dem Dorf Talibi Birgui im Gemeindegebiet von Farey (2023)

Farey liegt in der Großlandschaft Sudan. Die Nachbargemeinden sind Goroubankassam im Norden, Tessa im Nordosten, Dioundiou im Südosten, Yélou im Süden und Gollé im Westen. Bei den Siedlungen im Gemeindegebiet handelt es sich um 55 Dörfer, 9 Weiler und 31 Lager. Der Hauptort der Landgemeinde ist das Dorf Farey.
In Farey besteht ein hohes Risiko von Überschwemmungen. Zwei kleine Abschnitte des Gemeindegebiets im Westen und Südwesten gehören zum Dosso-Reservat, einem 306.500 Hektar großen Naturschutzgebiet, das 1962 als Pufferzone zum Nationalpark W eingerichtet wurde.

## Geschichte
Die Landgemeinde Farey ging 2002 bei einer landesweiten Verwaltungsreform aus einem Teil des Kantons Dosso hervor.

## Bevölkerung
Bei der Volkszählung 2012 hatte die Landgemeinde 40.302 Einwohner, die in 4668 Haushalten lebten. Bei der Volkszählung 2001 betrug die Einwohnerzahl 26.507 in 3180 Haushalten.
Im Hauptort lebten bei der Volkszählung 2012 1209 Einwohner in 144 Haushalten, bei der Volkszählung 2001 1134 in 136 Haushalten und bei der Volkszählung 1988 1336 in 171 Haushalten.
In ethnischer Hinsicht ist die Gemeinde ein Siedlungsgebiet von Zarma.

## Politik
Der Gemeinderat (conseil municipal) hat 14 gewählte Mitglieder. Mit den Kommunalwahlen 2020 sind die Sitze im Gemeinderat wie folgt verteilt: 4 ANDP-Zaman Lahiya, 3 PNDS-Tarayya, 3 RNDP-Aneima Banizoumbou, 2 MCD-Jarumin Talakawa, 1 MPR-Jamhuriya und 1 RSD-Gaskiya.
Jeweils ein traditioneller Ortsvorsteher (chef traditionnel) steht an der Spitze von 52 Dörfern in der Gemeinde, darunter dem Hauptort.

## Wirtschaft und Infrastruktur

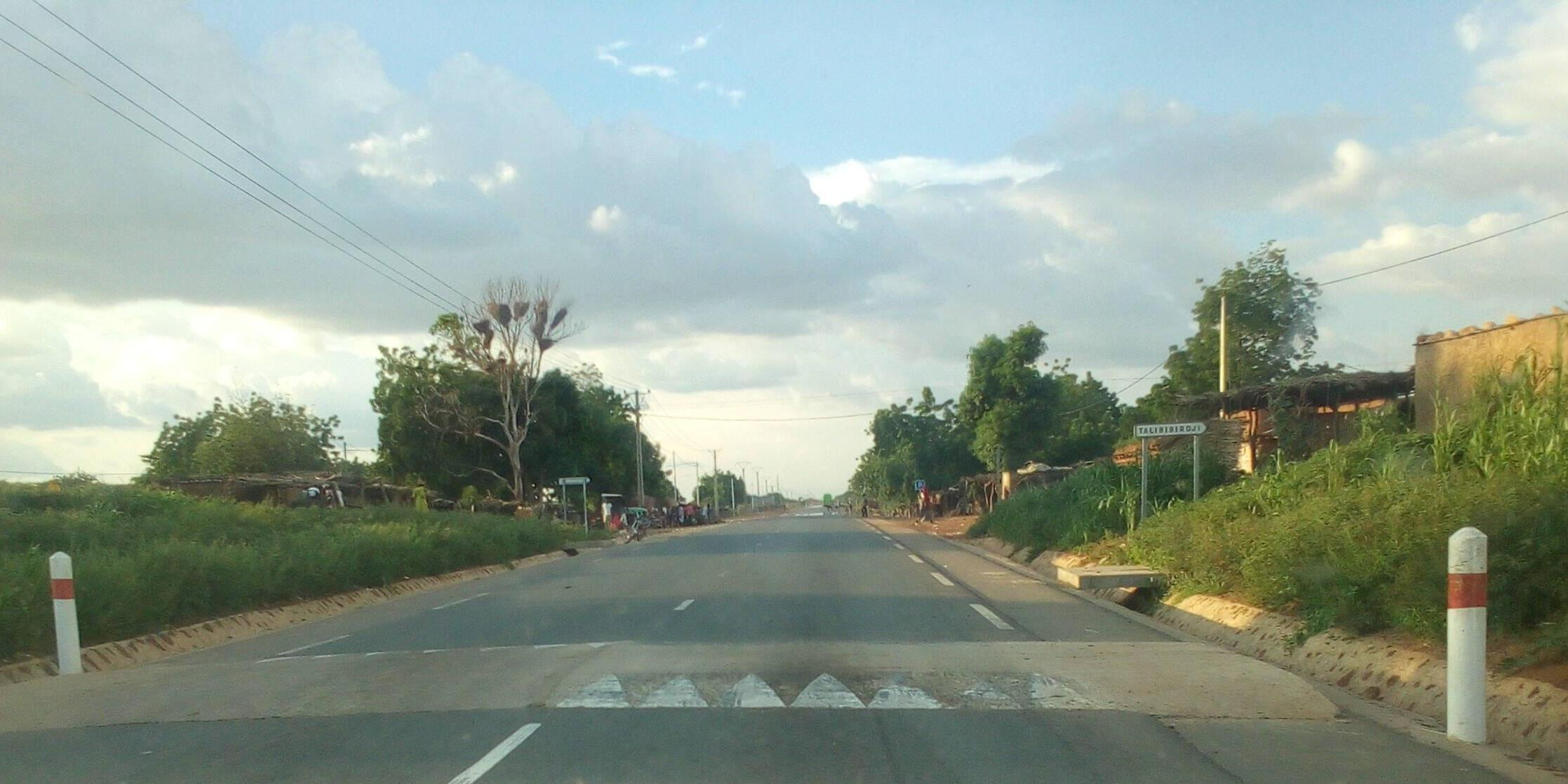
Nationalstraße 7 in Kigoudou Koara in der Gemeinde Farey (2023)

Die Gemeinde befindet sich in einer Zone, in der Regenfeldbau betrieben wird. Im Dorf Bella gibt es einen Viehmarkt. Der Markttag ist Donnerstag. Das staatliche Versorgungszentrum für landwirtschaftliche Betriebsmittel und Materialien (CAIMA) unterhält eine Verkaufsstelle im Hauptort.
Gesundheitszentren des Typs Centre de Santé Intégré (CSI) sind im Hauptort sowie in den Siedlungen Bella, Bella 2, Kaffi, Kigoudou Koara und Moribane vorhanden. Der CEG Farey, der CEG Kaffi und der CEG Kigoudou Koara sind allgemein bildende Schulen der Sekundarstufe des Typs Collège d’Enseignement Général (CEG). Das Berufsausbildungszentrum Centre de Formation aux Métiers de Farey (CFM Farey) bietet einen Lehrgang in Schneiderei an. Es gibt 28 Grundschulen und 15 Zentren für Alphabetisierung in der Gemeinde.
Durch die Gemeinde verläuft die Nationalstraße 7 zwischen der Regionalhauptstadt Dosso und der Staatsgrenze zu Benin. Von der Nationalstraße 7 zweigen im Dorf Régi die zum Gemeindehauptort Farey führende Route 363 und im Weiler Guito Do die Route 344 zum Gemeindehauptort Sambéra ab. Beim Dorf Kaffi verläuft die Route 343 zwischen Agali und Zabori.